# Grzybolubka czarnogłowa
Grzybolubka czarnogłowa (Autalia impressa) – gatunek chrząszcza z rodziny kusakowatych i podrodziny rydzenic. Zamieszkuje palearktyczną Eurazję i Afrykę Północną.

## Taksonomia
Gatunek ten opisany został po raz pierwszy w 1795 roku przez Guillaume’a-Antoine’a Oliviera pod nazwą Staphylinus impressus.

## Morfologia
Chrząszcz o wydłużonym ciele długości od 2,5 do 3 mm, w zarysie z silnym przewężeniem między głową a przedpleczem. Ubarwienie rudożółte do brązowoczerwonego z czarnobrązową głową i przyczernionym szczytem odwłoka. Skronie zwężają się od oczu w sposób zaokrąglony. Czułki są tęższe niż u A. longicornis, o członie czwartym co najwyżej nieznacznie dłuższym niż szerokim, a członie przedostatnim półtorakrotnie szerszym niż dłuższym. Przedplecze jest nieco szersze od głowy, zaopatrzone w parę ukośnych bruzd po bokach oraz bruzdę pośrodkową. Pokrywy są znacznie szersze od przedplecza i zaopatrzone w parę głębokich, podłużnych wcisków. Samiec ma edeagus z flagellum u podstawy skręconym więcej razy niż trzykrotnie.

## Ekologia i występowanie
Owad rozmieszczony od nizin po obszary górskie, gdzie sięga do piętra subalpejskiego. Bytuje głównie w rozkładających się owocnikach grzybów naziemnych i nadrzewnych, w tym żagwi i wrośniaków, a także na padlinie i wśród gnijącej materii roślinnej. W buczynach karpackich należy do najliczniejszych kusakowatych grzybów naziemnych.
Gatunek palearktyczny. W Europie znany jest z Portugalii, Hiszpanii, Irlandii, Wielkiej Brytanii, Francji, Belgii, Holandii, Luksemburga, Niemiec, Szwajcarii, Austrii, Włoch, Danii, Szwecji, Norwegii, Finlandii, Litwy, Polski, Czech, Słowacji, Węgier, Białorusi, Ukrainy, Rumunii, Bułgarii, Słowenii, Bośni i Hercegowiny, Grecji i europejskiej części Rosji. W Azji podawany jest z Azerbejdżanu i Nepalu. W Afryce stwierdzony został z Algierii i Tunezji.